# Саудівська Аравія
Сау́дівська Ара́вія, офіційна назва Королі́вство Сау́дівська Ара́вія (араб. المملكة العربية السعوديةⓘ, Аль-Мамляка аль-Арабія ас-Саудія) — найбільша за площею (близько 2 150 000 км2) арабська держава Передньої Азії, займає більшу частину Аравійського півострова і є другою за площею після Алжиру країною Арабського світу. Межує з Йорданією, Іраком на півночі, з Кувейтом на північному сході, Катаром, Бахрейном та Об'єднаними Арабськими Еміратами на сході, з Оманом на південному сході і з Єменом на півдні. Це єдина країна, що водночас має берегову лінію уздовж Червоного моря та Перської затоки і більшу частину території якої займає посушлива безплідна пустеля.
Територія сучасної Саудівської Аравії складається з чотирьох колись окремих регіонів: Хіджаз на узбережжі Червоного моря, Неджд у центральній частині півострова, а також частин Ель-Хаса на узбережжі Перської затоки і Асір на південному заході. Королівство засноване 1932 року Ібн-Саудом. Він об'єднав чотири регіони в одну державу шляхом низки завоювань, починаючи із захоплення Ер-Ріяда в 1902 році, прабатьківщини його родини, Саудитів. З того часу країна є абсолютною монархією і керується з дотриманням ісламських традицій. Ваххабізм проголошено «панівною особливістю Саудівської культури». Саудівську Аравію іноді називають «Країною Двох Святих Мечетей», маючи на увазі Мечеть аль-Харам (у Мецці) та Аль-Масджід Аль-Набауї (в Медині), два найсвятіші місця в Ісламі. Кількість населення королівства становить 28 700 000 осіб, з них 20 млн є його громадянами і 8 млн — іноземці.
Саудівська Аравія є другим у світі виробником і першим експортером нафти, а також контролює другі у світі за об'ємами запаси нафти. Спираючись на поклади викопних видів палива, королівство класифікують як економіку з високим рівнем доходів, з високим індексом людського розвитку, вона є єдиною арабською країною, що має членство у Великій двадцятці. Однак країна має найменш диверсифіковану економіку серед усіх держав-членів Ради співробітництва арабських держав Перської затоки. У країні встановлений авторитарний режим, тому міжнародна організація Freedom House оцінює її як «Не вільна». Саудівська Аравія посідає четверте місце у світі за розміром військових витрат і, за свідченнями SIPRI, є другим у світі імпортером зброї. Саудівська Аравія вважається регіональною силою. У додаток до  РСАДПЗ, країна є активним членом Організації ісламського співробітництва, ОПЕК і Ліги арабських держав.

## Походження назви
Назва країни походить від династії Саудитів.

## Природа

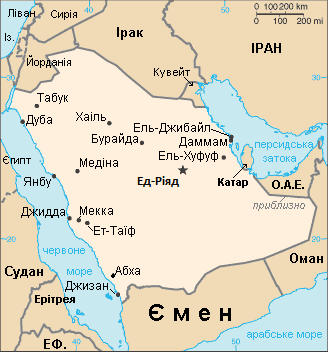
Мапа Саудівської Аравії

- Країна розташована на Аравійському півострові, що простягнувся від Червоного моря до Перської затоки.
- Сухопутні кордони — 4415 км. Прикордонні країни: Ірак 814 км, Йорданія 728 км, Кувейт 222 км, Оман 676 км, Катар 60 км, ОАЕ 457 км, Ємен 1458 км.
- Берегова лінія — 2640 км.
- Морські претензії — безперервна зона становить 33 км від узбережжя, територіальні води — 22 км від узбережжя.
- Крайні висоти: найнижча точка — Перська затока 0 м, найвища точка — близько 3133 м Джебель Севда (Jabal Sawda).
- Землекористування (у відсотках усієї території): орна земля — 2 %, пасовища — 56 %, ліси і лісиста місцевість — 1 %, піски та інше — 41 %.
- Зрошувані землі — 4350 км² (дані станом на 1993 рік)

### Географічне положення
Саудівська Аравія розташована на найбільшому у світі Аравійському півострові і займає приблизно 80 % його площі. Оскільки Королівство розкинулось на узбережжі Перської затоки і Червоного моря, воно має дуже вигідне економіко-географічне положення. На півночі країна межує з Йорданією та Іраком, на північному сході — з Кувейтом, острівним Бахрейном (по морю), Катаром та Об'єднаними Арабськими Еміратами, а на півдні з Оманом і Єменом.

### Клімат
Клімат тропічний, на півночі — субтропічний. Літо в Саудівській Аравії тривале, спекотне і посушливе, з середньою температурою +30 °С, в зимові місяці вона опускається до +12 °С. Річна кількість опадів не перевищує 100 мм.

### Рельєф
Велика частина країни — обширне пустельне плато (висота від 300–600 м на сході до 1520 м), слабо розділене сухими руслами річок (ваді). У північній і центральній частині країни лежать найбільші піщані пустелі: Великий Нефуд і Малий Нефуд, відомі своїми червоними пісками. Загальна площа пустель сягає приблизно 1 млн км². Морські береги переважно низькі піщані.

### Гідрографія
Майже вся Саудівська Аравія не має постійних річок або водних джерел, тимчасові потоки утворюються тільки після інтенсивних дощів. Особливо рясні вони на сході країни в Ель-Хасі, де багато джерел, що зрошують оази. Ґрунтові води часто підступають близько до поверхні й під руслами пересохлих рік — ваді. Проблему водопостачання розв'язують розвитком підприємств з опріснення морської води, створенням глибоких колодязів та артезіанських свердловин.
У Східній Аравії і в Джебель Тувайк (Jabal Tuwayq) артезіанських свердловин і джерел багато. В Ель-Хасі (Al Ahsa) створено ряд великих, глибоких водозаборів, які постійно поповнюються з артезіанських джерел, з пластів підземних вод зі східного вододілу Джебель Тувайк. Такі джерела і колодязі — основа для іригаційних систем у місцевих оазах. У районах Хіджаз (Hijaz) і Асір (Asir) колодязі завжди повні та наявна значна кількість джерел, які часто трапляються в гірських районах. У районах Неджд (Najd) і в великій пустелі води набагато менше і її джерела розкидані на великій площі.
Сучасні технології та розширення області геологічних досліджень і промислових розробок, зокрема в питаннях пошуку, розташування і наявності підземних вод у надрах Саудівської Аравії. Геологи Нафтової компанії Саудівської Аравії — «Сауді Арамко» встановили, що дуже глибокі водоносні шари лежать у багатьох районах північної та східної Аравії і найбільший водоносний горизонт у Саудівській Аравії — Вейсья (Wasia), містить більше води, ніж уся Перська затока. Уряд Саудівської Аравії, «Сауді Арамко» і Організація Об'єднаних Націй (ООН), та Продовольча та сільськогосподарська організація ООН (Food and Agriculture Organization — FAO) роблять окремі і спільні зусилля щодо використання ресурсів підземних вод цього району.

### Флора і фауна
Флора переважно пустельна і напівпустельна. На пісках місцями ростуть білий саксаул, верблюжа колючка, на хамада — лишайники, на лавових полях — полин, астрагал, у руслах ваді — одиночні тополі, акації, а в більш засолених місцях — тамариск; на узбережжі і солончаках — галофітні чагарники. Значна частина піщаних і кам'янистих пустель майже повністю позбавлені рослинного покриву. Навесні та у вологі періоди року в складі рослинності посилюється роль ефемерів. У горах Асиру простежуються саваноподібні ділянки, де ростуть акації, дикі оливки, мигдаль. В оазах — гаї фінікових пальм, цитрусових, бананів, інші види пальм, аравійська акація, зернові та городні культури.
Фауна досить різноманітна: антилопа, газель, вовк, шакал, гієна, лисиця-фенек, каракал, дикий осел, онагр, заєць, козеріг, дика кішка, бабуїн. Багато гризунів (піщанки, ховрахи, тушканчики) і плазунів (змії, ящірки, черепахи). Серед птахів — орли, шуліки, грифи, соколи-сапсан, дрохви, жайворонки, перепели, голуби. Берегові низовини служать осередком розмноження сарани, а також наявне велике різноманіття комах, притаманних для таких субтропіків. У Червоному морі і Перській затоці понад 2000 видів коралів (особливо цінується чорний корал) та величезне морське біорізноманіття.
Близько 3 % площі країни займають 10 заповідних територій. У середині 1980-х років уряд організував Національний парк Асір, де зберігаються такі майже зниклі види диких тварин, як антилопа-орикс і нубійський гірський козел.

### Проблеми довкілля
Великі простори королівства займають пустелі. Тут регулярні піщані та пилові бурі.
Серед найважливіших проблем — виснаження нерівномірно поширених підземних запасів води. Пустелі захоплюють дедалі більші території. Відбувається нафтове забруднення морського узбережжя.
Брак річок та постійних природних водосховищ призводить до побудови занадто дорогих заводів, що займаються опрісненням солоної води.

## Історія

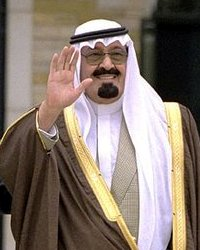
Король Абдалла

З доісторичних часів територія сучасної Саудівської Аравії була заселена племенами, які займалися скотарством, сільським господарством та полюванням.
Різні цивілізації впливали на розвиток цієї території, бо вона знаходилася по дорозі торговельних шляхів.
З VI століття, з виникненням нової релігії Іслам, простежується об'єднання окремих арабських племен, та розповсюдження арабської мови та релігії.
Ісламська цивілізація залишалася сильною декілька століть, після відбувся сталий занепад цивілізації.
Багато років на цій території відбувалися тертя між різними напрямками Ісламу.
У 1902 році Абн Ель-Азіз бін Абн ель-Рахман Ель Сауд за допомогою мусульманської секти Ваххабітів зайняв місто Ер-Ріяд, та почав змагання за об'єднання арабів в окрему державу. Після 30 років йому це вдалося — у 1932 році офіційно виникло королівство Саудівська Аравія, тобто Аравія Саудів.
Столицею Ер-Ріяд став 23 вересня 1932 року.
Саудівську Аравію часто називають «Країною двох мечетей», маючи на увазі Мекку і Медину — два головних священних міста ісламу. Територія нинішньої Саудівської Аравії — історична батьківщина арабських племен, які спочатку мешкали на північному сході, а в II тисячолітті до н. е. зайняли весь Аравійський півострів. При цьому араби асимілювали населення південної частини півострова — негроїдів.
На початку VII століття в Мецці була створена нова релігія — іслам, яка зміцнила феодальний лад і держава арабів — халіфат зі столицею в Медині (з 662 року)

## Державний устрій

### Верховна влада
За формою державного правління Саудівська Аравія — абсолютна теократична монархія, де державним і релігійним лідером є король із династії племінних вождів Аль-Сауд (Саудідів). Парламенту в країні немає; король володіє необмеженою владою.

### Зовнішня політика
Зовнішня політика Саудівської Аравії орієнтована на збереження за королівством ключових позицій на Аравійському півострові, серед ісламських держав і держав-експортерів нафти. Дипломатія Саудівської Аравії захищає і просуває інтереси ісламу в усьому світі. Незважаючи на союзницькі відносини з Заходом, Саудівська Аравія часто піддається критиці за поблажливість до ісламу. Відомо, що Саудівська Аравія була однією із трьох держав, що визнали правління талібів в Афганістані. Саудівська Аравія є батьківщиною лідера терористичної організації «Аль-Каїда», Усами бін Ладена, а також багатьох командирів, що билися проти російських федеральних військ у Чечні. Чимало представників чеченських збройних сил знайшли притулок у цій країні після закінчення бойових дій. 
Складні відносини складаються також з Іраном, оскільки і Саудівська Аравія, і Іран, будучи центрами двох основних гілок ісламу, претендують на неформальне лідерство в ісламському світі.
У 1988 році Саудівська Аравія розірвала дипломатичні відносини з Іраном. 10 березня 2023 року у Пекіні, за посередництва Китаю, Саудівська Аравія та Іран підписали угоду про відновлення дипломатичних відносин.
На початку 2024 року країна стала членом БРІКС.

### Внутрішня політика
- Місцеві вибори у Саудівській Аравії

### Збройні сили
Згідно з королівським указом № 226 в 2011 році Міністерство оборони й авіації було перейменовано в Міністерство оборони. Одночасно з цим зі структури міністерства була виключена цивільна авіація. Нині збройні сили Саудівської Аравії підвідомчі Міністерству оборони. Пост міністра оборони з 1962 року обіймав брат короля принц Султан ібн Абдул-Азіз Аль Сауд. У листопаді 2011 року після смерті принца пост глави оборонного відомства зайняв принц Салман ібн Абдул-Азіз Ал Сауд.
У рядах збройних сил королівства проходять службу близько 200 тисяч осіб (в тому числі національна гвардія). Служба — контрактна. До військової служби залучаються і іноземні найманці. Щороку призовного віку досягають близько 250 тисяч чоловік. Саудівська Аравія входить у першу десятку країн за обсягами фінансування збройних сил, в 2006 році військовий бюджет склав 31,255 мільярдів доларів США — 10 % ВВП (найвищий показник серед країн Перської затоки), в 2011-му — 48,2 млрд доларів США або 11,4 % ВВП.
Мобілізаційні резерви — 5,9 млн осіб. Чисельність збройних сил безперервно зростає, так в 1990 вони налічували всього 90 тисяч осіб. Основним постачальником зброї для королівства традиційно є США (85 % всього озброєння). В країні випускаються бронетранспортери власної розробки. Країна розділена на 6 військових округів.

#### Склад військових сил
- Королівські сухопутні війська
- Королівські стратегічні ракетні сили
- Королівські військово-морські сили
- Королівські військово-повітряні сили
- Королівські сили протиповітряної оборони
- Королівський корпус прикордонної охорони
- Королівська гвардія
- Національна гвардія
- Берегова охорона

### Прапор, герб та гімн

Прапор Саудівської Аравії

Прапор Саудівської Аравії — один з офіційних символів Саудівської Аравії. Затверджений 15 березня 1973 року, хоча до цього дизайн прапора та його використання не регламентувалось. На зеленому полотні написана шахада (мусульманський символ віри) та шабля.
Шахада на прапорі:
- араб. لا إله إلا الله محمد رسول الله‎
- араб. [Ашхаду] Аль-ля Иллаха Иль-ла Аллах, уа [Ашхаду] анна Мухаммаду расулю Аллах‎
- укр. [Засвідчую, що] нема Бога крім Аллаха, і [засвідчую, що] Мухаммад посланець Його

Зелений колір на прапорі символізує іслам. Шабля символізує справедливість.
Слід зазначити, що прапор Саудівської Аравії ніколи не буває приспущений, навіть під час жалоби. Крім цього його завжди роблять із двох однакових частин, щоб шахада завжди була написана правильно.

Герб Саудівської Аравії

Герб Саудівської Аравії являє собою два мечі й пальму. Пальма символізує головне дерево Саудівської Аравії. Мечі символізують два роди, які заснували сучасну Саудівську Аравію: рід Ібн-Сауд і рід Аль-Ваххаб.
«Аш аль-Малі́к» (араб. عاش الملك — «Хай живе Король») — державний гімн Королівства Саудівська Аравія від 1950 року. Текст був написаний 1984 року Ібрагімом Хафаджі[1].
Текст:
| Арабська мова | Транскрипція | Переклад |
| --- | --- | --- |
| سارعي للمجد و العلياء مجدي لخالق السماء و ارفعي الخفاق أخضر يحمل النور المسطر رددِ الله أكبر ياموطني موطني عشت فخر المسلمين عاش الملك للعلم و الوطن | сарайи ліль-межиді уе ль-алье межиді лихалик ес-сэма уарфаї аль-хаффак ахдар яхмілю ннур ель-музаттар раддіді аллаху акбар, йе маутені маутені кад ашта фахр аль-муслімі аш аль-малік ліль-алэм уе ль-уатен | Прагни до слави і вищості! Прославляй Творця небес, І підніми зелений прапор, Символ світла! Повтори: Бог великий! О, моя країна, Моя країна, живи вічно На славу всім мусульманам! Хай живе Король В ім'я прапора і країни! |

## Адміністративний устрій
Див. Адміністративний устрій Саудівської Аравії
Королівство Саудівська Аравія поділяється на 13 провінцій (мінтакат), правління й уряд очолює король із роду Саудів, який водночас і прем'єр-міністр країни. Титул короля переходить у спадок.
Кабінет Міністрів формується королем, декілька членів королівської сім'ї входять до нього та займають ключові пости.
Провінції:
1. Ель-Баха
2. Ель-Худуд еш-Шамалія
3. Ель-Джауф
4. Ель-Медина
5. Ель-Касим
6. Ер-Ріяд
7. Еш-Шаркія
8. Асір
9. Хаїль
10. Джизан
11. Мекка
12. Наджран
13. Табук

## Економіка

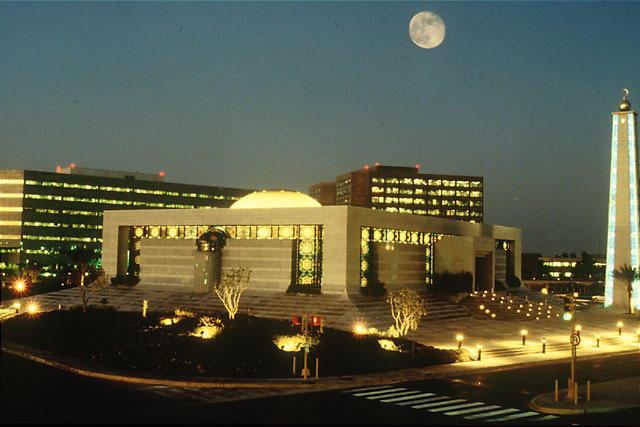
Арамко — саудівська національна нафтова компанія.

Найголовніша галузь промисловості залишається нафтова.
Саудівська Аравія має на своїй території понад 25 % підтверджених нафтових ресурсів планети, займає перше місце серед експортерів нафти у світі. Нафтовидобувна галузь промисловості займає понад 75 % бюджетного доходу країни, 45 % ВВП, та 90 % доходів від експорту. Приблизно 40 % ВВП надходить від приватного сектора.
Уряд тримає контроль над основними секторами економіки країни, хоча в останні роки сприяє зросту приватного сектора для зниження залежності від покупців нафти. Уряд почав дозволяти співучасті приватних та іноземних інвесторів у енергетичному та телекомунікаційному секторах.
У 2005 році рівень інфляції цін становив 0,4 відсотка.
Сільськогосподарські товари — пшениця, ячмінь, помідори, дині, фініки, цитрусові; баранина, птиця, яйця, молочні продукти.
Промисловий сектор економіки — нафтова промисловість, нафтоочистка, нафтопереробна промисловість; аміак, промислові гази, каустична сода, цемент, міндобрива, пластик; метали, ремонт комерційних суден та літаків, будівництво.
Експортні товари — нафта та продукція з нафти займає 90 % усього експорту. Партнери в експорті (на 2004 рік) — США 18,2 %, Японія 14,9 %, Південна Корея 9,5 %, Китай 6,1 %, Тайвань 4,5 %, Сингапур 4,1 %.
Імпортні товари — машини та обладнання, харчові товари, хімікати, авта, текстильні вироби тощо. Партнери в імпорті (на 2004 рік) — США 15,3 %, Японія 9,8 %, Німеччина 8,1 %, Китай 6,6 %, Велика Британія 5,7 %.
Саудівська Аравія виступила як донор $100 млн у 1993 для допомоги Лівану, з 2000 року, надає допомогу палестинцям, Афганістану, Іраку, дала обіцянку щодо надання субсидій та позички до фонду допомоги Пакистану зруйнованому землетрусом. А також пообіцяла підтримати новий тимчасовий уряд Єгипту, який скинув лідера братів-мусульман президента Мурсі, фінансово — 1 млрд американських доларів як грант (без віддачі) і 1 млрд під низькі відсотки, 2013 р.
Див. також: Корисні копалини Саудівської Аравії, Історія освоєння мінеральних ресурсів Саудівської Аравії, Гірнича промисловість Саудівської Аравії.

### Банківська система й валюта
Офіційною валютою Саудівської Аравії є Саудівський ріал, валютний курс якого прив'язаний до долара США у співвідношенні 3,75 ріала за 1 долар.

### Добувна промисловість
На початку XXI ст. Саудівська Аравія є одним із найбільших у світі виробників і експортерів нафти та природного газу. Основний продуцент нафти в країні на межі XX—XXI ст. — компанія «Арабієн амерікен ойл компані» (Арамко).
У 2015 р. Саудівська Аравія збільшила видобуток нафти до 10,362 млн барелів на добу
За підсумками 2015 року Саудівська Аравія збільшила експорт нафти на 4 % — в середньому вона експортувала 7,39 млн бар. на добу.
Саудівська Аравія не дорахується у бюджеті 2020 року понад 100 млрд ріалів (понад $27 млрд) через обвал цін на нафту.

### Сільське господарство
Традиційним для Саудівської Аравії є вирощування фінікової пальми, розведенні овець, кіз та верблюдів.
У країні нараховується близько 23 млн дерев фінікової пальми, фініки є стратегічним продуктом харчування країни. Держава встановлює закупівельні ціни, які є вигідними для виробників фініків, влада навіть сплачує грошову винагороду феллахам (селянам), які виростили нову пальму. Про повагу до цієї рослини свідчить той факт, що на гербі країни зображено саме фінікову пальму.
В останні десятиліття у сільському господарстві відбулись докорінні зміни, влада приділяє багато уваги розвитку цієї галузі, надає допомогу фермерам. Країна повністю забезпечує свої потреби у пшениці, фініках, овочах, багатьох фруктах, молочних продуктах, яйцях, курятині, рибі та креветках. Надлишки продукції експортуються, що є видатним досягненням для пустельної країни.  

## Інфраструктура

### Транспорт
Ще в 1950-х роках перевозили вантажі в межах країни переважно на верблюдах. У 1970—1990-х рр. завдяки доходам від нафтовидобутку побудували розгалужену транспортну мережу.
Найбільша автомагістраль йде від Даммана на узбережжі Перської затоки через Ер-Ріяд і Мекку до Джидди на узбережжі Червоного моря. У 1986 році побудовано 24-кілометрове шосе по греблі, яка з'єднує Саудівську Аравію і Бахрейн. Протяжність шляхів із твердим покриттям 44 104 км, ґрунтових — 102 420.
Загальна протяжність залізниць близько 2000 км перша залізниця пройшла від Ер-Ріяду до Даммама на узбережжі Перської затоки (побудована в 1951 році компанією Aramco), потім до Ель-Джубайля; є гілка до Ель-Харджу (35,5 км)
Розгалужена мережа нафто- (6400 км) й газопроводів (2200 км), є нафтопродуктопровід (150 км). Великий нафтопровід — Трансаравійський, який з'єднує родовища Перської затоки з портами Червоного моря.
Найбільші порти в Перській затоці: Дамман, Рас-Таннура, Ель-Хубар, Міна-Сауд; в Червоному морі: Джидда, Джизан, Янбу.  
У країні працюють 27 аеропортів, з них три — міжнародні (в Ер-Ріяді, Джидді та Медині). Протягом найближчих років до категорії міжнародних планується включити й аеропорт у Медині, побудувати п'ять нових портів.
У столиці — Ер-Ріяді розпочато будівництво наземного метро.
Сучасна транспортна система. Великою є мережа нафтопроводів (5400 км) та газопроводів (2200 км). Функціонують 25 аеропортів, у тому числі 3 міжнародні. Морськими портами є Джідда, Даммам, Рас-Таннура.
Саудівська Аравія створює найбільший у світі флот нафтових танкерів.

### Засоби масової інформації
Саудівська Аравія є піонером у впровадженні загальноарабського супутникового телебачення. Водночас засоби масової інформації країни піддаються жорсткішому контролю, ніж у багатьох інших країнах Близького Сходу. Критика уряду та королівської сім'ї, а також спроби піддати сумніву релігійні постулати в цілому, відкидаються.
Однак з 2003 року почали з'являтися ознаки більшої відкритості. Теми, які донедавна були під забороною, почали з'являтися у пресі та телепередачах. Вважається, що напади на США 11 вересня 2001 року та випадки тероризму в самій Саудівській Аравії стимулювали появу сміливіших та відвертих матеріалів у засобах масової інформації.
Державна телерадіомовна служба Королівства Саудівська Аравія несе відповідальність за всі телерадіопрограми у країні. Вона керує чотирма мережами телебачення, включаючи канал новин Al-Ikhbaria. Міністр культури та інформації очолює орган із нагляду за діяльністю радіомовлення та телебачення.
Приватні радіо- та телестанції не мають права вести мовлення з території Саудівської Аравії, але країна є головним ринком для загальноарабських компаній супутникового та платного мовлення. Інвестори із Саудівської Аравії володіють деякими з цих мереж, разом із «MBC» на території Дубаї, якою володіє двоюрідний брат короля Саудівської Аравії, та «Orbit», що розташована у Римі. Глядачі на сході країни можуть приймати сигнали телестанцій із ліберальніших країн Затоки.
Газети у Саудівській Аравії засновуються на підставі королівських указів. У країні виходять 10 щоденних газет та десятки журналів. Також можна читати загальноарабські газети, які, однак, цензуруються. У вирішенні питання про публікацію матеріалів на чутливі теми газети орієнтуються на державні агенції новин.

#### Преса
Al-Watan — щоденна газета
Al-Riyadh — щоденна газета
Arab news — англомовна газета

#### Телебачення
Saudi TV — державна компанія, володіє чотирма мережами

#### Радіо
Saudi radio — державна компанія

#### Агенції новин
Saudi Press Agency (SPA) — державна агенція

#### Інтернет
Уряд вклав великі інвестиції у те, щоб блокувати доступ до сайтів, що вважаються непристойними, перелік яких сягає, як кажуть, від релігії до купальних костюмів. У лютому 2002 року влада закрила понад 400 сайтів без жодних пояснень.
Неофіційно користуватися інтернетом можна через Бахрейн та Об'єднані Арабські Емірати. Вважається, що дві третини користувачів інтернету є жінками, що вочевидь пов'язано із обмеженою свободою їхнього пересування у саудівському суспільстві.
Станом на 2005 рік Саудівська Аравія мала 2,54 млн користувачів інтернету.

## Населення

Demographics of Saudi Arabia, FAO data, 2005; Number of inhabitants in thousands

Населення Саудівської Аравії за станом на липень 2006 року, становить, близько 27 019 731 особа, у тому числі приблизно 5,5 мільйонів іноземців-резидентів. До 1960-х років велика частина населення вела кочовий спосіб життя, але в наш час[коли?] понад 95 % населення, через швидке економічне зростання і збільшення міст, почали вести осілий спосіб життя.
- Вікова структура: 10—14 років — 38,2 % (5 149 960 чоловіків / 4 952 138 жінок), 15—64 років — 59,4 % (8 992 348 чоловіків / 6 698 633 жінки).
- Середній вік: Разом — 21,5 років, а для чоловіків — 22 роки, для жінок — 19 років.
- Темпи росту населення — 1,848 % (станом на 2009 рік).
- Народжуваність — 28,55 новонароджених на 1000 осіб населення.
- Смертність — 2,49 смертей на 1000 осіб населення.
- Співвідношення статей: при народженні — 1,05 хлопчаки / 1 дівчинка, у віці 15—64 років: 1,34 чоловіка / 1 жінку, сумарний показник — 1,21 чоловіків / 1 жінку (станом на 2005 рік).
- Коефіцієнт дитячої смертності — 11,57 смертей на 1000 новонароджених.
- Очікувана тривалість життя: загальна — 76,3 років, для чоловіків — 74,23 років, для жінок — 78,48 років.
- Загальний коефіцієнт народжуваності — 3,83 новонароджених припадає на одну жінку.
- Урбанізація — 82 % загальної чисельності населення.

### Етнічний склад
Більшість населення Саудівської Аравії становлять араби (саудівські араби — 74,2 %, бедуїни — +3,9 %, араби Перської затоки — 3 %), що здебільшого зберегли свою племінну організацію. Найбільші племінні об'єднання — аназа і шаммар; племена — аваза, авамір, аджман, атайба, балі, бейт Яман, бені атия, бені муррей, бені сахра, бені яс, вахіба, давасір, дахм, джанаби, джухайна, кахтан, манасір, манахіль, муахіб, мутайр, субей, сулейба, шарарат, харб, хувейта, хутейм. Плем'я сулейба, що населяє північні райони, вважається неарабського походження та складається, за деякими даними, з нащадків хрестоносців, захоплених у полон і обернутих у рабство. Всього в країні налічується більш ніж 100 племінних об'єднань і племен.
Крім етнічних арабів, в країні проживають саудівські араби змішаного етнічного походження, що мають турецькі, іранські, індонезійські, індійські, африканські корені. Як правило, це нащадки паломників, які осіли в регіоні Хіджаз, або африканців, яких ввозили до Аравії як рабів (до скасування рабства в 1962 році в країні налічувалося до 750 тисяч рабів). Останні проживають переважно в прибережних районах Тіхамі і Ель-Хаса, а також в оазах.
Іноземні робітники становлять близько 22 % усього населення і складаються з несаудівських арабів, вихідців з африканських та азійських країн (Індії, Пакистану, Бангладеш, Індонезії, Філіппін), а також незначного числа європейців і американців. Араби іноземного походження живуть у містах, у районах нафтопромислів і на прикордонні з Єменом. Представники решти народів зосереджені у великих містах і на нафтопромислах, де утворюють, як правило, більш як половину всього населення. Хоча державними структурами фактична частка мігрантів не вимірюється, але загалом вважається, що в країні є понад вісім мільйонів мігрантів зі всього світу (серед них немусульман):
- індійці — 1,4 млн осіб
- бангладешці — 1 млн
- філіппінці — 950 000
- пакистанці — 900 000
- єгиптяни — 900 000
- єменці — 800 000
- індонезійці — 500 000
- шрі-ланкійці — 350 000
- суданці — 250 000
- сирійці — 100 000
- турки — 80000 осіб[28].

### Мови в країні
Офіційна мова Саудівської Аравії — стандартна арабська, що належить до західно-семітської групи Афроазійської мовної сім'ї. Один із його діалектів — класична арабська, на основі свого архаїчного звучання в наш час[коли?] застосовується, головним чином, у релігійному контексті. У побуті використовується аравійський діалект арабської мови — аммія, найбільш близький до літературної арабської мови, який розвинувся з класичної мови — ель-фусха. Всередині аравійського діалекту розрізняються близькі між собою говірки Хіджаз, Ассира Неджд і Ель-Хаси. Хоча відмінності між літературною і розмовною мовами тут менш помітні, ніж в інших арабських країнах, мова містян відрізняється від діалектів кочівників. Серед вихідців з інших країн поширені також англійська, урду, гінді, фарсі, сомалі, індонезійська та інші менш поширені мови, які використовуються в межах компактного проживання етнічних мігрантських громад.

### Релігія в країні
Королівство Саудівська Аравія є ісламською теократичною монархією, де іслам є офіційною релігією, закон вимагає, щоб усі громадяни Саудівської Аравії були мусульманами. Релігійна свобода є практично відсутньою. Уряд не забезпечує правового визнання і захисту свободи віросповідання. У своїй внутрішній політиці, держава гарантує і захищає право на особисте поклоніння для всіх, включаючи немусульман, які збираються в будинках для релігійних відправ, однак це право не завжди дотримується на практиці і взагалі не визначено в законодавстві. Крім того, що заборонені проповіді та суспільні практики немусульманських релігій, ще й саудівська релігійна поліція — Мутавін (Mutaween), як його офіційно називають — Комітет з пропаганди чеснот і запобігання пороку, забезпечує дотримання законності та заборону на практикування немусульманських релігій. Окрім того, доволі суворо дотримуються закони шаріату, які застосовуються до всіх мешканців Саудівської Аравії, незалежно від їхньої релігії.
Саудівська Аравія є центром ісламського світу. Офіційна релігія — іслам і за різними оцінками, від 85 % до 93,3 % саудівців є суніти — від 3,3 % до 15 % — шиїти. У центральній частині країни майже все населення ханбаліти-ваххабіти (до них належить більш ніж половина всіх сунітів країни). На заході й південному заході переважно мешкають шафіїти, течія сунізму. Тут зустрічаються також ханафіти, малікіти, ханбаліти-салафія і ханбаліти-ваххабіти. У невеликій кількості проживають шиїти-ісмаїліти і зейдити. Значна група шиїтів (приблизно третина населення) проживає на сході, в Ель-Хасі.
Християни становлять близько 3 % населення (за оцінкою Американської конференції католицьких єпископів, в країні проживає близько 500 тисяч католиків), всі інші конфесії становлять — 0,4 % (неофіційно). Крім того, в доволі скрутному становищі перебувають емігранти-заробітчани, яким доводиться приватним чином дотримуватися своїх релігійних переконань. Це близько 1,5 % послідовників буддизму в Саудівської Аравії, більш як 400 000 вихідців із Південної Азії приїхали в Аравію, як буддисти. Ще більша громада індуїстів у Саудівській Аравії, але на відміну від інших аравійських країн (Бахрейн, Оман, ОАЕ), в цій монархії їх релігійними правами нехтують, адже в більш як мільйонної громади навіть немає свого храму. Але представники цих немусульманських церков розв'язують свої релігійні проблеми, поки немає дозволів на офіційні відправи в Саудівській Аравії. Вони невеликими групами проводять зустрічі в інтернетних чатах і приватним чином. Іноземцям дозволено зустрітися й проводити церковні засідання в посольствах, після проходження реєстрації і показуючи свій паспорт, щоб довести громадянство іноземної держави, або на приватних зборах у шкільних спортзалах розташованих у закритих общинах робітничих селищ на родовищах.

## Суспільство

### Освіта
Науково-технологічний університет імені короля Абдалли

## Спорт

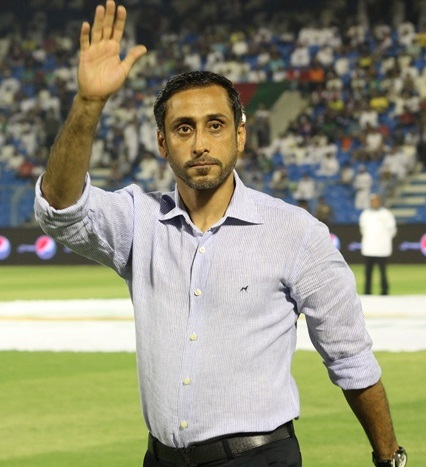
Самі аль-Джабер

Спортом професійним у Саудівській Аравії здебільшого займаються чоловіки. Жінки рідко беруть участь у спортивних змаганнях і завжди без присутності сторонніх людей (чоловіків) — це часто відбувається в критих спортзалах. Хоча Футбол є найпопулярнішим видом спорту в країні, але й національна олімпійська команда Саудівської Аравії доволі успішно виступає на літніх Олімпійських іграх та міжнародних змаганнях, хороші результати показує волейбольна дружина та представники з інших видів спорту. Національної бейсбольної молодіжна команда країни, також, брала участь у Молодіжній Лізі Світової Серії бейсболу (Little League World Series). Національна збірна Саудівської Аравії з футболу доволі популярна, тому й чотири рази поспіль бере участь у фінальній стадії Чемпіонату Світу з футболу і шість разів виступала на Кубку Азії з футболу, який вона виграла тричі і займала друге місце, також, тричі. Найвідоміші футбольні імена — Маджид Абдулла (Majed Abdullah), Мохамед Аль-Деая (Mohamed Al-Deayea), Самі аль-Джабер (Sami Al-Jaber), Саїд Аль-Овайран (Saeed Al-Owairan) і Юсуф аль-Тунаян (Yousuf Al-Thunayan).

## Туризм та відпочинок
Червоне море в Саудівській Аравії досить популярне серед туристів-дайверів і цілком заслужено вважається одним із найкращих місць у світі для підводного плавання. Саме тут найбільша система коралових рифів у світі (близько 200 різновидів коралів), яка витримує менший натиск зі сторони дайверів, ніж курорти Єгипту, що лежать на протилежному березі моря.
У Саудівській Аравії — одні з найбільш незайманих на планеті коралових рифів — лише тому, що туризм і дайвінг досі не заохочувалися. Так, у 2005 році МЗС країни оформило всього 5,5 тисяч віз для любителів дайвінгу із західних країн. Питання про те, як будуть поєднуватися мусульманська форма одягу у жінок і дайвінг, залишається відкритим, але місцеві агенти сподіваються, що рішення буде знайдено.

## Цікаві факти
- У 1932 році країна утворювалася шляхом злиття двох князівств. Була однією з найбідніших країн світу. Після того, як у 1938 році в Саудівській Аравії знайшли нафту, вона стала однією із найбагатших країн світу.
- У Саудівській Аравії немає жодної ріки, прісну воду видобувають з підземних джерел або опрісняють морську. Можливо в країні саме тому бензин коштує дешевше від питної води.